# Laurier-Station
Laurier-Station è un comune del Canada, situato nella provincia del Québec, nella regione di Chaudière-Appalaches.